# Ada Ciganlija
La Isla Ada Ciganlija (en serbio:Ада Циганлија) coloquialmente abreviada como Ada, es una isla fluvial que ha sido convertida artificialmente en una península, situada en el curso del río Sava en el centro de Belgrado, la capital de Serbia. El nombre también puede referirse a la atracciones contiguas artificiales del lago Sava y su playa. Para aprovechar las ventajas de su ubicación central, a lo largo de las últimas décadas, se convirtió de un pantano inaccesible conocido como un lugar donde se llevaron a cabo ejecuciones oficiales, en una zona de recreo muy popular, más notable por sus playas e instalaciones deportivas, que, durante temporadas de verano, puede tener más de 100.000 visitantes diarios, y hasta 300.000 visitantes durante el fin de semana.  Debido a esta popularidad, Ada Ciganlija ha sido comúnmente conocido como el ("Mar de Belgrado"), que fue aceptado oficialmente como un eslogan publicitario en 2008, también conocida como BeogrADA.
Ada Ciganlija está situada en la orilla sur del río Sava, a 4 km de distancia de su boca, y pertenece al municipio de Čukarica, que es parte de la ciudad de Belgrado.

## Geografía

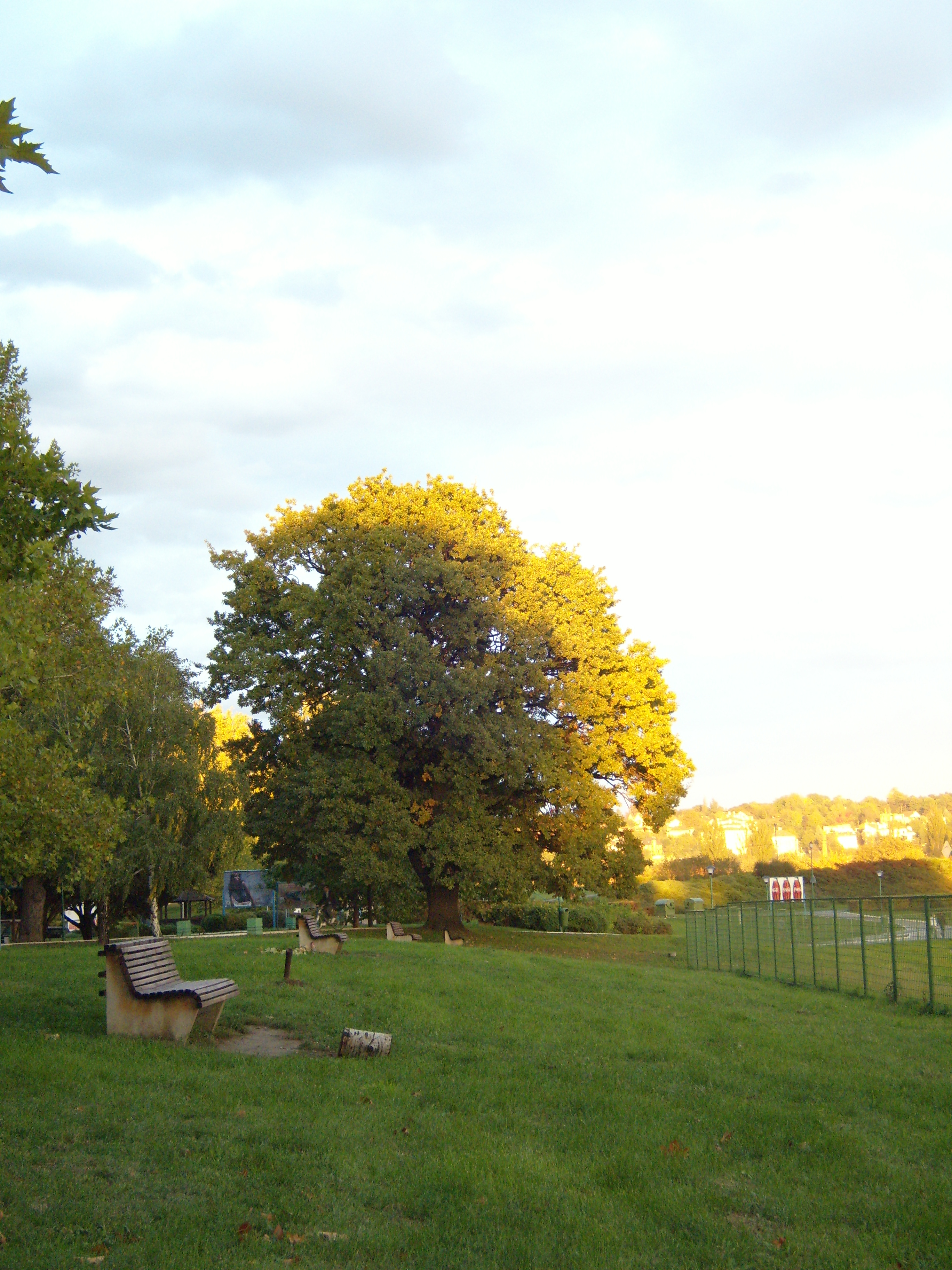
Parque de la Isla en Verano

Anteriormente una isla natural, Ada Ciganlija ahora es una península alargada artificial, que se extiende por 6 km de este a oeste y 700 m de norte a sur en su parte más ancha, y con una superficie de 2,72 km² (272 hectáreas). Todo el complejo ecológico de Ada Ciganlija, que se extiende hasta el municipio de Novi Beograd, cubre un área de 8 km², incluyendo las islas de Ada Ciganlija y Ada Međica, vías navegables entre las dos Adas y el lago de Sava. El Lago Sava, antes un brazo del Sava, se convirtió en un lago con dos presas, mientras que la sección que queda en el noreste se convirtió en la Bahía de Cukarica Bay. Hay otro pequeño lago en Ada Ciganlija, conocido como Ada Safari.
Gracias a la combinación de factores, Ada Ciganlija es privilegiado con un microclima. Situado entre un río, un lago artificial que fluye, varias islas, y una zona densamente arbolada, la humedad del aire es mayor en comparación con el resto de la ciudad, ayudando a anular las altas temperaturas de Belgrado durante el verano.

## Instalaciones

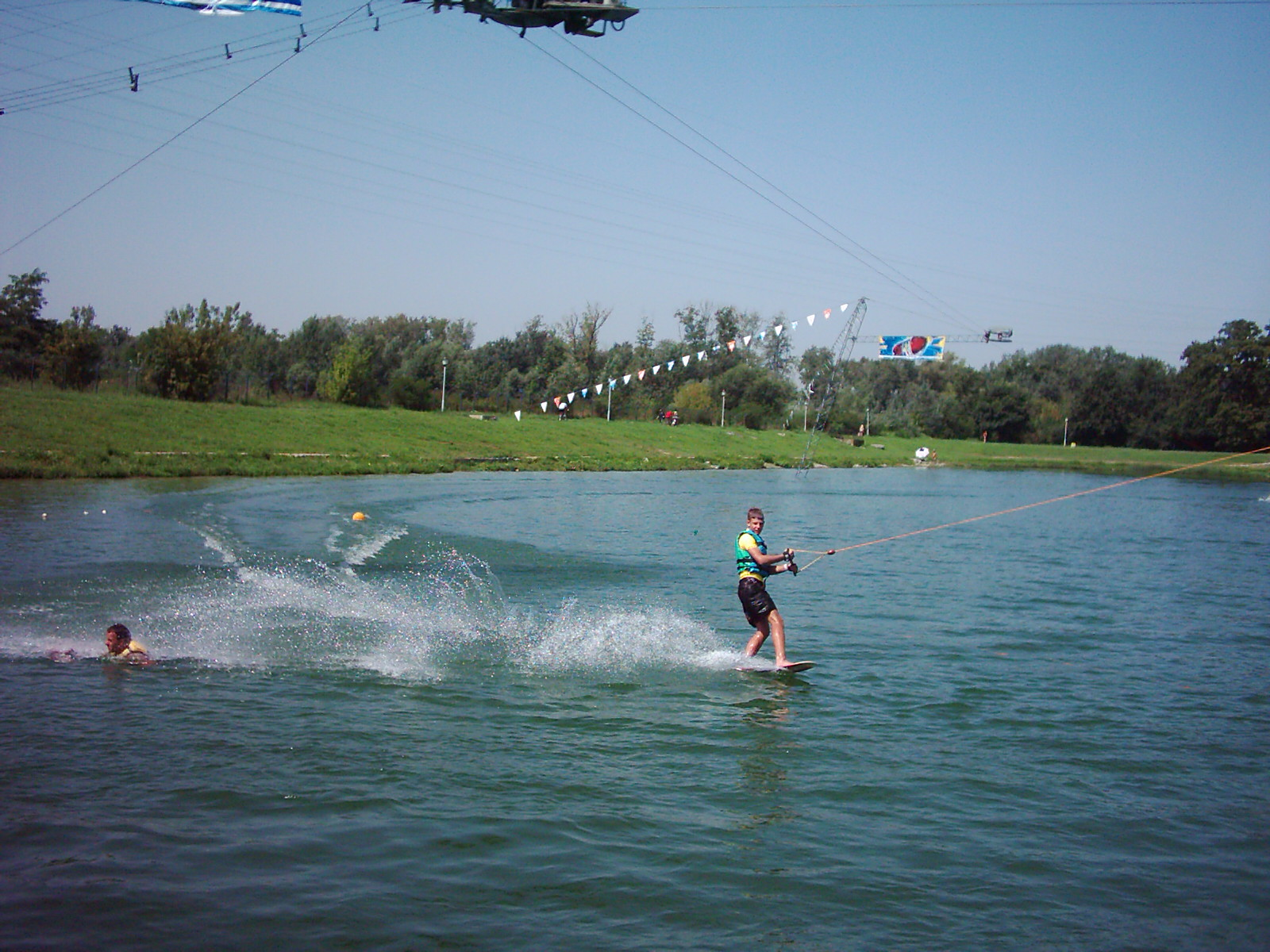
esquí acuático

En la isla de Ada Ciganlija se encuentra el complejo exterior de ocio y deporte más grande de la ciudad en cuyas instalaciones deportivas se pueden practicar golf, fútbol, Balonmano, baloncesto, voleibol, rugby, béisbol y tenis. También se pueden practicar los deportes extremos, como bungee, esquí acuático y paintballing; también hay muchos sitios donde puede practicarse el ciclismo, darse unos paseos largos en la naturaleza, o trotar.